# Germagnano
Germagnano (Djermagnan in piemontese, Sen German in francoprovenzale, Saint-Germain in francese) è un comune italiano di 1 130 abitanti della città metropolitana di Torino in Piemonte.

## Geografia fisica

### Territorio

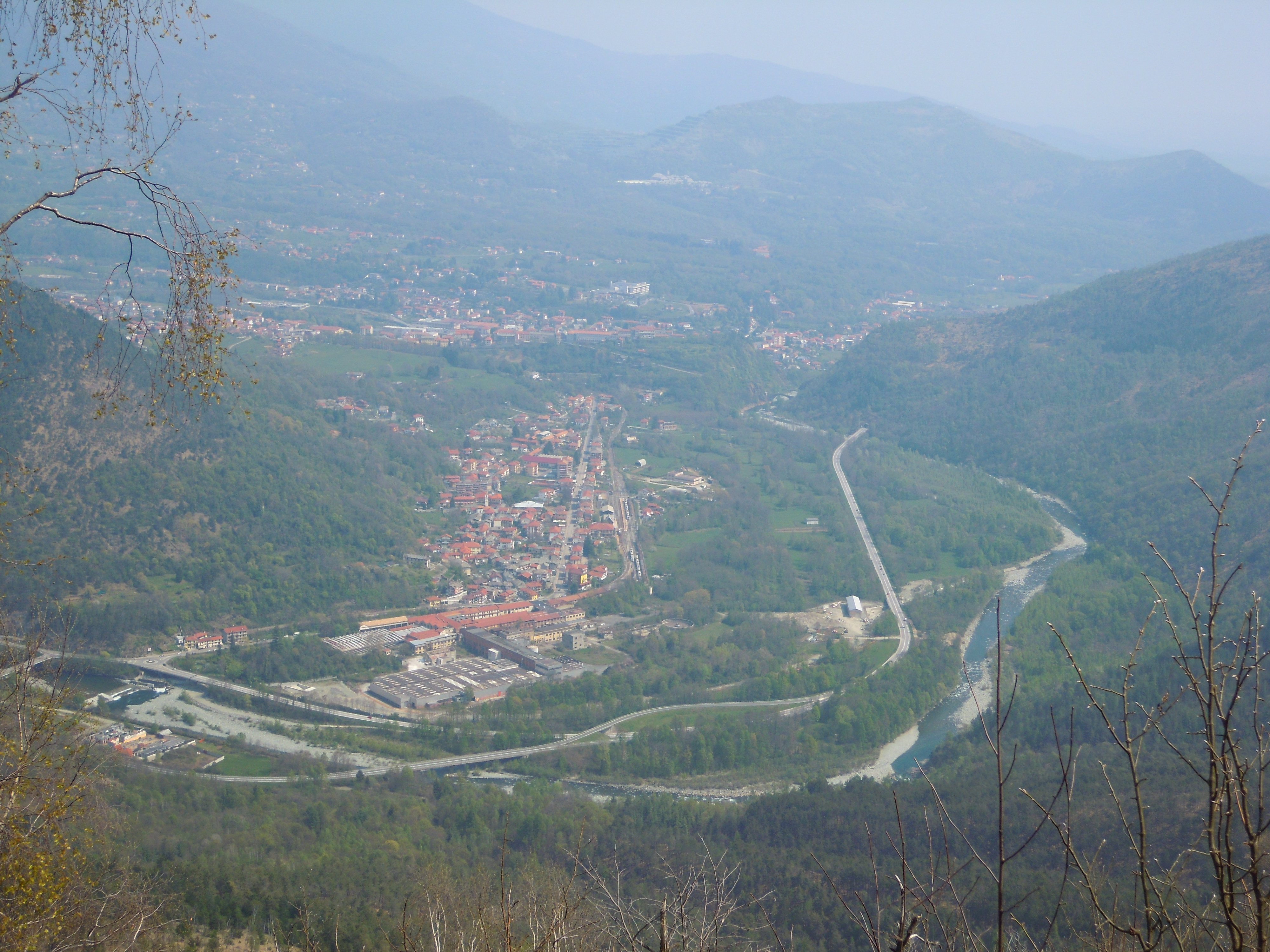
Panorama di Germagnano dalla stradina che sale verso il monte Turu

Il territorio comunale si trova nelle Valli di Lanzo e fa parte dell'Unione dei Comuni montani delle Valli di Lanzo, Ceronda e Casternone, ex Comunità montana Valli di Lanzo, Ceronda e Casternone.

## Storia

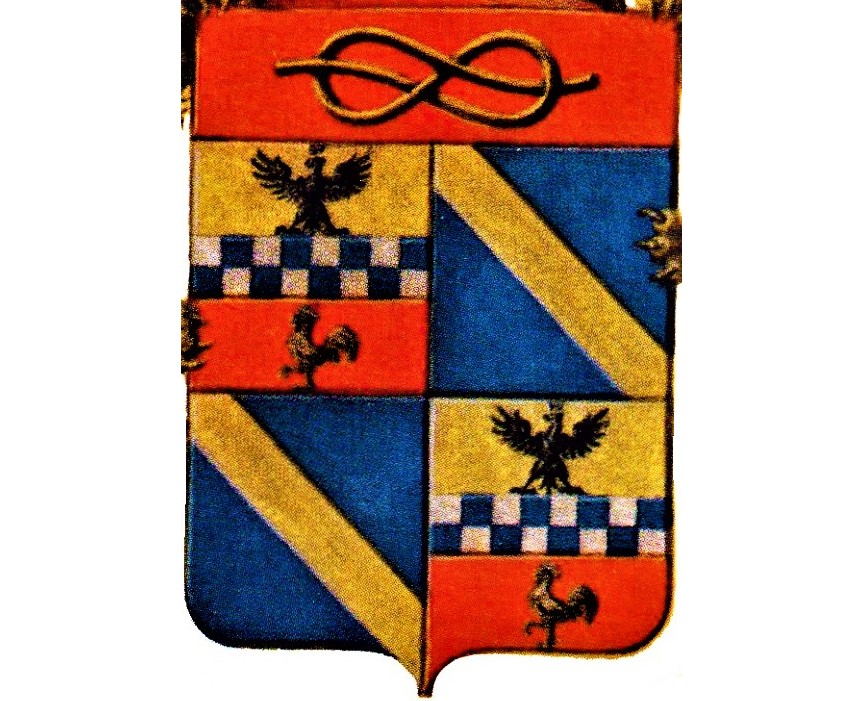
Stemma della famiglia Galimberti Faussone di Germagnano

Il contado di Germagnano è storicamente rappresentato dalla famiglia dei conti Galimberti Faussone di Germagnano. Luisa dei conti Faussone di Germagnano in Galimberti, con Regie Lettere Patenti del 15 aprile 1963, ottenne da Umberto II di Savoia la concessione del titolo di contessa (personale) e conte maritali nomine al marito Carlo Galimberti e ai loro discendenti maschi primogeniti.

### Simboli
Lo stemma e il gonfalone sono stati concessi con decreto del presidente della Repubblica del 22 novembre 1955.
Il gonfalone è un drappo partito di rosso e di bianco.

## Società

### Evoluzione demografica
Abitanti censiti

## Infrastrutture e trasporti

### Ferrovie
Germagnano è dotato di una stazione ferroviaria posta lungo la ferrovia Torino-Ceres.

## Amministrazione
Di seguito è presentata una tabella relativa alle amministrazioni che si sono succedute in questo comune.
| Periodo          | Periodo          | Primo cittadino     | Partito                               | Carica      | Note  |
| ---------------- | ---------------- | ------------------- | ------------------------------------- | ----------- | ----- |
| 5 giugno 1985    | 15 giugno 1990   | Francesco Airola    | lista civica                          | Sindaco     | [ 6 ] |
| 15 giugno 1990   | 24 aprile 1995   | Giuseppe Rossatto   | lista civica                          | Sindaco     | [ 6 ] |
| 24 aprile 1995   | 14 giugno 1999   | Ignazio Gianotti    | -                                     | Sindaco     | [ 6 ] |
| 14 giugno 1999   | 14 giugno 2004   | Tersio Vigna Lobbia | centro-sinistra                       | Sindaco     | [ 6 ] |
| 14 giugno 2004   | 21 novembre 2006 | Giorgio Marra       | lista civica                          | Sindaco     | [ 6 ] |
| 13 dicembre 2006 | 29 maggio 2007   | Francesco Garsia    |                                       | Comm. pref. | [ 6 ] |
| 29 maggio 2007   | 7 maggio 2012    | Francesco Airola    | lista civica                          | Sindaco     | [ 6 ] |
| 7 maggio 2012    | 12 giugno 2017   | Francesco Airola    | lista civica Lavoriamo per Germagnano | Sindaco     | [ 6 ] |
| 12 giugno 2017   | in carica        | Mirella Mantini     | lista civica Germagnano volta pagina  | Sindaco     | [ 6 ] |